# Andrew Wilson (imprenditore)
Andrew Wilson (Geelong, 7 settembre 1974) è un imprenditore australiano.
Ricopre il ruolo di CEO di Electronic Arts dal settembre 2013 e, a partire dal 2021, è anche presidente della società.

## Biografia
Andrew Wilson è nato e cresciuto in Australia, nelle regioni di Victoria e Queensland, in una famiglia di classe operaia. Durante la sua gioventù, si è dedicato a diverse attività sportive tra cui rugby, basket e taekwondo. Inoltre, ha praticato golf, surf, nuoto e corsa.
Wilson ha intrapreso gli studi alla Queensland University of Technology, ma non ha completato il corso di laurea in giurisprudenza.

## Carriera
Durante il periodo di crescita del settore delle dot-com alla fine degli anni '90, Andrew Wilson, mentre viveva a Sydney, ha avviato la creazione di siti web per aziende internazionali australiane. Ha inoltre partecipato alla raccolta di capitale di rischio e al lancio di IPO per start-up nel settore delle dot-com.

### Electronic Arts
Dopo il crollo della bolla dot-com nel 1999, Wilson è entrato a far parte di un piccolo studio di sviluppo di videogiochi di Electronic Arts situato sulla Gold Coast in Australia, noto per la produzione di videogiochi su sport come le supercar V8, rugby, cricket e surf. Questo studio è stato chiuso nel 2002 a causa della sua limitata scala. Successivamente, Wilson ha lavorato nei mercati asiatici ed europei dell'azienda, prima di passare a EA Sports e diventare produttore esecutivo del franchise FIFA. Nell'agosto 2011 è stato nominato vicepresidente esecutivo di EA Sports e, nell'aprile 2013, ha assunto anche il ruolo di vicepresidente esecutivo della piattaforma Origin.
Il 17 settembre 2013, sei mesi dopo le dimissioni di John Riccitiello, Wilson è stato nominato CEO di Electronic Arts.
Nel suo primo anno come CEO, Wilson ha implementato una strategia aziendale focalizzata sul giocatore, introducendo giochi free-to-play e opzioni di acquisto in-app. Ha anche accelerato la transizione da software fisico a digitale, ampliando significativamente le offerte digitali di EA e lanciando EA Access, un servizio di abbonamento per Xbox One che consente l'accesso illimitato a una selezione di titoli EA. Nel 2014, Electronic Arts ha visto un notevole aumento dei ricavi e il prezzo delle sue azioni è raddoppiato.
Nel 2021, Wilson è diventato presidente del consiglio di amministrazione di EA, succedendo a Larry Probst.
Recentemente, nel corso del 2023, ha ristrutturato l'azienda, separandola in due entità distinte: EA Sports ed EA Entertainment (precedentemente EA Games).
Nel corso del 2024, Wilson ha discusso l'impatto positivo dell'AI generativa nello sviluppo dei videogiochi, sostenendo che questa tecnologia potrebbe influenzare positivamente circa il 60% dei processi di sviluppo, riducendo i tempi necessari per completare attività significative da sei settimane a sei giorni. Ha enfatizzato che, sebbene l'AI generativa possa aumentare l'efficienza dell'azienda, non comprometterà la qualità dei giochi, e ha osservato che i creatori di giochi sono entusiasti della possibilità di accelerare la produzione e raggiungere più rapidamente il mercato.
Inoltre, è emerso che Wilson ha ricevuto uno stipendio di 25 milioni di dollari per l'anno fiscale, nonostante l'azienda avesse licenziato circa settecento dipendenti nel corso dello stesso periodo. Il compenso di Wilson comprendeva 1,3 milioni di dollari di stipendio base, 20 milioni di dollari in stock option, 3,44 milioni di dollari da incentivi non azionari e 500.000 dollari per benefici legati alla sicurezza personale.

## Vita privata
Andrew Wilson è sposato e padre di una figlia e di un figlio. È anche un praticante di Brazilian Jiu Jitsu, avendo conseguito una cintura marrone in questa arte marziale.
Wilson e la sua famiglia risiedono ad Atherton. Nel 2022, Wilson si è opposto, insieme ad altri dirigenti della Silicon Valley, a una proposta che avrebbe permesso la costruzione di più di una casa per acro nella sua città, nota per essere una delle più esclusive e ricche della Silicon Valley.

## Riconoscimenti
- 2010 — Vincitore del premio BAFTA per Giochi/Sport con FIFA 2010[17]
- 2010 — Vincitore del premio BAFTA per Giochi/Utilizzo Online con FIFA 2010[18]
- 2014 — Inserito al #5 nella lista dei migliori CEO dell'anno di BBC.com[6]
- 2014 — Inserito al #6 nella lista dei CEO più potenti d'America da Forbes[19]
- 2014 — Vincitore del premio The Motley Fool's per i Migliori CEO della Tecnologia[7]
- 2015 — Inserito al #3 nella lista delle Persone d'Affari dell'Anno da Fortune[8]
- 2015 — Inserito al #3 nella lista dei CEO più potenti d'America da Forbes[20]
- 2015 — Inserito al #58 nella Power List di Adweek, i 100 Leader più Influenti nel Marketing e nella Tecnologia[21]
- 2017 — Inserito nella lista Variety 500[22]
- 2019 — Riconosciuto come Leader Innovativo da Forbes[23]
- 2022 — Inserito nella lista Variety 500[22]
- 2023 — Inserito nella lista Variety 500[22]